# Trung đoàn 141, Sư đoàn 3
Trung đoàn 141, Sư đoàn 3, Quân khu 1 là một trong những đơn vị bộ binh chủ lực cấp trung đoàn của Quân đội nhân dân Việt Nam.

## Lịch sử
Sau chiến thắng Việt Bắc Thu - Đông 1947, lực lượng kháng chiến của Việt Minh phát triển về mọi mặt. Để chuẩn bị cho những chiến dịch quy mô lớn, Trung ương Đảng chủ trương nhanh chóng chấn chỉnh và phát triển bộ đội chủ lực. Trong bối cảnh đó, ngày 11-12-1950, tại thôn Đồng Quế, xã Xuân Trạch, huyện Lập Thạch, tỉnh Vĩnh Phúc Trung đoàn 141 (Đại đoàn 312), tiền thân của Trung đoàn 141, Sư đoàn 3 hiện nay, được thành lập. Từ đó ngày 11-12, được lấy làm ngày truyền thống của đơn vị.
Ngay sau khi thành lập, Trung đoàn trực tiếp tham gia nhiều chiến dịch, trong đó có Chiến dịch Điện Biên Phủ năm 1954, góp phần quan trọng vào thắng lợi cuối cùng của cuộc kháng chiến chống thực dân Pháp.
Cuối tháng 6 năm 1973, Trung đoàn 141 được điều từ Sư đoàn 2 sang biên chế Sư đoàn 3. Trung đoàn đã tham gia nhiều trận đánh trong Chiến tranh Việt Nam và Chiến tranh Biên giới Việt Trung.

## Thành tích
Vào các năm 2019 và 2020, Trung đoàn 141 được Bộ Quốc phòng tặng danh hiệu “Đơn vị huấn luyện giỏi”; Bộ Tư lệnh Quân khu 1 tặng cờ đơn vị dẫn đầu phong trào thi đua quyết thắng.

## Nhân vật nổi bật
- Thiếu tướng Nguyễn Hữu Hạ - Nguyên chiến sĩ Đại đội 2, Tiểu đoàn 7, Trung đoàn 141.